# Препринт
Препринт, предрук (від англ. pre — перед і англ. print — відбиток, друк) — попередня публікація матеріалів до виходу в світ видання, де вони будуть уміщені повністю. Процес відбувається з метою пропагування та реклами майбутнього видання, або для ознайомлення вузького кола спеціалістів.

## Історія
З 1991 року препринти все частіше поширюються в Інтернеті в електронному вигляді, а не як паперові копії. Це призвело до створення масивних препринтних баз даних, таких як arXiv і HAL (відкритий архів) тощо, для інституційних сховищ. Спільне використання препринтів сягає принаймні 1960-х років, коли Національні інститути охорони здоров'я поширювали біологічні препринти. Через шість років використання цих Груп обміну інформацією було припинено, частково через те, що журнали перестали приймати матеріали, надіслані через ці канали. У 2017 році Рада медичних досліджень почала підтримувати цитування препринтів у заявках на гранти та стипендії  , а Wellcome Trust почала приймати препринти в заявках на гранти .
Найзначнішою і найпопулярнішою збіркою електронних препринтів наукових статей з фізики, астрономії, математики, біології та комп'ютерних наук є сервер arXiv.org (вимовляється як «архів»), створений Полом Гінспаргом в 1991 році. Збірка нараховує понад 600 тис. препринтів.